# اروبیک آبی

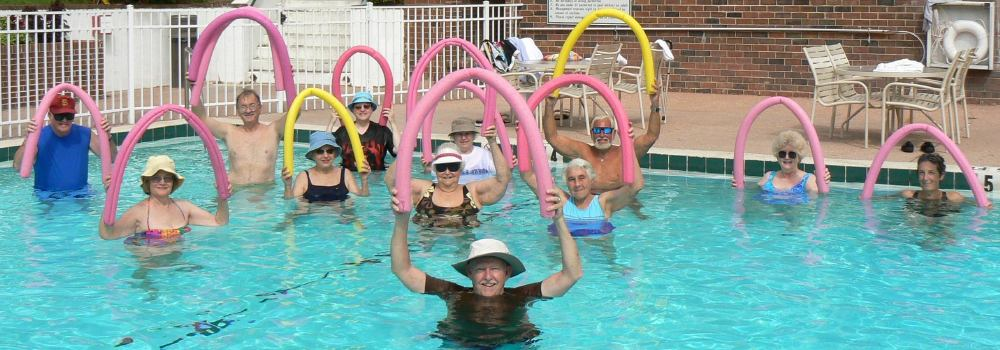
یک کلاس اروبیک آبی همراه با وسایل شناوری

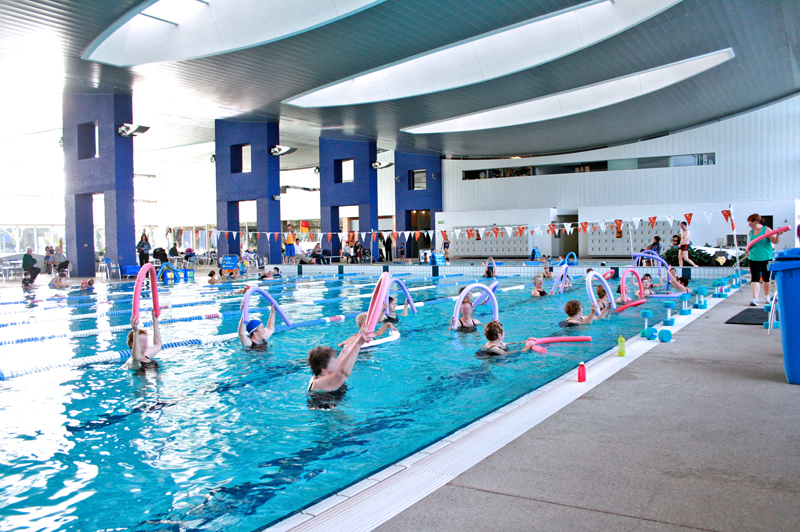
یک کلاس اروبیک آبی در مرکز آبی

اروبیک آبی (به انگلیسی: Water aerobics)، انجام تمرینات اروبیک در آب نسبتاً کم‌عمق مثل یک استخر شنا است که در بیشتر مواقع به صورت ایستاده و بدون شنا کردن معمولی و فرورفتن در آب انجام می‌شود و نوعی ورزش قدرتی است. اروبیک آبی شکلی از ورزش است که شرکت‌کننده‌ها در هنگام انجام آن باید در آب غوطه‌ور باشند. اروبیک آبی بیشتر در کلاس‌های تناسب اندام با مربیان حرفه‌ای حدود یک ساعت انجام می‌شود. کلاس‌ها بر روی استقامت هوازی، آموزش استقامت تأکید کرده و با موزیک محیط دلپذیری ایجاد می‌کنند. اروبیک آبی انواع مختلفی دارد مثل: زومبا آبی، یوگا در آب، اروبیک آبی و آهسته دویدن در آب